# Aeroportul Vunisea
Aeroportul Vunisea (IATA: KDV, ICAO: NFKD) este un aeroport din Kadavu⁠(d), Diviziunea Orientală, Fiji ce deservește zona Namalata⁠(d).
Situat la o altitudine de 2 m, aeroportul dispune de o singură pistă.